# Black Hawks de Dallas
Les Black Hawks de Dallas sont une ancienne franchise de hockey sur glace professionnelle de Dallas au Texas. L'équipe faisait partie de la LCH et jouait ses parties à domicile au State Fair Coliseum.

## Historique
L'équipe était originellement basée à Saint-Louis dans Missouri, entre 1963 et 1967, où elle était connue sous le nom de Braves de Saint-Louis. Cependant, une expansion de la Ligue nationale de hockey à Saint-Louis obligea un déménagement des Black Hawks à Dallas au début de la saison 1967-68. L'équipe resta à Dallas jusqu'à la dissolution de l'équipe à la fin de la saison 1981-82. Durant cette période, elle remporte quatre Coupes Adams. Après la dissolution des Black Hawks, Dallas resta sans équipe professionnelle jusqu'à l'arrivée du Freeze de Dallas lors de la reconstruction de la Ligue centrale de hockey en 1992-93. Le Freeze sera quant à lui suivi de l'arrivée des North Stars du Minnesota à Dallas pour devenir les Stars de Dallas en 1993.

## Rivalité
Les Black Hawks avaient une forte rivalité avec les Texans/Wings de Fort Worth dans la LCH, finissant par des mêlées générales et des combats dans les gradins. Les Texans cessèrent leurs activités en même temps que les Black Hawks et que les Stars d'Oklahoma City, ce qui précipita la dissolution de la ligue deux ans plus tard.